# Raecius
Raecius is een geslacht van spinnen uit de familie Udubidae.

## Soorten
- Raecius aculeatus Dahl, 1901
- Raecius asper (Thorell, 1899)
- Raecius congoensis Griswold, 2002
- Raecius crassipes (L. Koch, 1875)
- Raecius jocquei Griswold, 2002
- Raecius scharffi Griswold, 2002